# 海老原紳

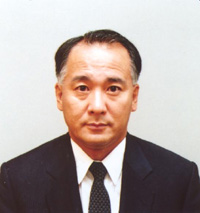

海老原 紳（えびはら しん、1948年（昭和23年）2月16日 - ）は、日本の外交官。2008年から2011年まで英国駐箚特命全権大使を務めた。

## 経歴・人物
東京大学法学部在学中の1970年（昭和45年）に外交官上級試験に合格。1971年（昭和46年）4月外務省入省。 
- 1998年（平成10年）8月 外務省大臣官房審議官兼条約局
- 1999年（平成11年）7月 内閣総理大臣秘書官
- 2000年（平成12年）7月 在アメリカ合衆国日本国大使館公使
- 2001年（平成13年）1月 条約局長
- 2002年（平成14年）9月 北米局長
- 2005年（平成17年）1月 内閣官房副長官補
- 2006年（平成18年） 駐インドネシア大使
- 2008年（平成20年） 駐イギリス大使
- 2011年（平成23年） 退官、住友商事株式会社顧問、原子力委員会新大綱策定会議委員
- 2015年（平成27年）6月  三菱地所株式会社取締役[2]
  - 公益社団法人経済同友会代表幹事特別顧問[3]、公益財団法人本庄国際奨学財団理事[4]等も務める。
- 外務省本流で条約局長や北米局長を務めたエリートであったが、谷内正太郎の後の外務事務次官レースでは藪中三十二の後塵を拝した。

## 同期入省
- 橋本逸男（09年東北大学公共政策大学院教授・04年駐ブルネイ大使・02年駐ラオス大使）
- 赤阪清隆（07年国際連合事務次長）
- 須田明夫（09年軍縮会議日本政府代表部大使・06年国際テロ対策担当大使・03年駐スリランカ大使）
- 桂誠（07年駐比大使・04年駐ラオス大使）
- 楠本祐一（11年関西担当大使・09年駐ポーランド大使・04年駐ウズベキスタン大使）
- 島内憲（06年駐ブラジル大使・04年駐スペイン大使）
- 小島高明（10年国際テロ対策担当担当大使・07年駐オーストラリア大使・04年駐シンガポール大使）
- 横田淳（12年経済担当大使兼イラク復興支援等調整担当大使・09年駐ベルギー大使・06年国際貿易・経済担当大使・04年駐イスラエル大使）
- 三田村秀人（10年駐ニュージーランド大使・07年駐ザンビア大使）
- 清水訓夫（09年防衛大学校教授・05年駐アルジェリア大使）
- 野呂元良（08年駐マラウイ大使）
- 皆川一夫（11年駐ウガンダ大使）
- 佐藤正晴（12年駐ニカラグア大使）

## 資料
- （日本語） “内閣官房副長官補”.   内閣官房ホームページ. 2011年3月28日閲覧。